# Maybe It's Love
Maybe It's Love is een Amerikaanse filmkomedie uit 1930 onder regie van William A. Wellman.

## Verhaal
Het universiteitsbestuur dringt erop aan dat president Sheffield ontslag neemt, als Upton College dit seizoen de  footballploeg van Parson niet verslaat. Nan, de dochter van Sheffield, bedenkt een plannetje om Upton aan de overwinning te helpen.

## Rolverdeling
| Acteur          | Personage           |
| --------------- | ------------------- |
| Joan Bennett    | Nan                 |
| Joe E. Brown    | Yates               |
| James Hall      | Tommy               |
| Laura Lee       | Betty               |
| Sumner Getchell | Whiskers            |
| George Irving   | President Sheffield |